# Дубровки (Спаський район)
Дубро́вки (рос. Дубровки) — село складі Спаського району Пензенської області, Росія.

## Географія
Найближча залізнична станція розташована у селищі Зубова Поляна Республіки Мордовія на відстані 47 км від села Дубровки. Відстань від села Дубровки до адміністративного центру району міста Спаськ — 15 км, до обласного центру Пенза — 140 км.
Клімат Дубровки характеризуються даними багаторічних спостережень Наровчатської метеостанції. Клімат помірно-континентальний, середня температура влітку становить + 19 °C, взимку -12 °C. Середньорічна норма опадів — 538 мм.

## Історія
Дубровки засноване близько 1620 року поміщиком Михайлом Тімбаєвим, про що свідчить письцева книга Шацького повіту. У 1669 році село належало Московському Новодівочому монастиреві, тому називалося Новодівочеві Дубровки. Після секуляризації монастирських володінь мешканці переведені в розряд державних селян.
З 1780 року в складі Наровчатського повіту Пензенської губернії. У селі знаходиться Храм Покрова Пресвятої Богородиці збудований у 1884-1906 роках, освячений 29 жовтня 1906 року.

## Населення
Населення — 841 особа (2010; 886 у 2002).
Національний склад станом на 2002 рік:
- росіяни — 98 %

## Відомі уродженці
- Родін Віктор Семенович (1928—2011) — генерал-полковник, член військової ради РВСН, начальник Політичного управління РВСН (1985—1992).
- Марін Сергій Олександрович — російський актор.